# Ceratina rothschildiana
Ceratina rothschildiana är en biart som beskrevs av Joseph Vachal 1909. Ceratina rothschildiana ingår i släktet märgbin, och familjen långtungebin. Inga underarter finns listade i Catalogue of Life.